# (22181) 2000 YA6
(22181) 2000 YA6 es un asteroide perteneciente al cinturón de asteroides, descubierto el 20 de diciembre de 2000 por el equipo del Lincoln Near-Earth Asteroid Research desde el Laboratorio Lincoln, Socorro, Nuevo México.

## Designación y nombre
Designado provisionalmente como 2000 YA6.

## Características orbitales
(22181) 2000 YA6 está situado a una distancia media del Sol de 2,673 ua, pudiendo alejarse hasta 3,393 ua y acercarse hasta 1,953 ua. Su excentricidad es 0,269 y la inclinación orbital 7,431 grados. Emplea 1596,28 días en completar una órbita alrededor del Sol.

## Características físicas
La magnitud absoluta de (22181) 2000 YA6 es 14,52. Tiene un diámetro de 3,766  Km y su albedo geométrico es de 0.285